# Basses
Basses ist eine französische Gemeinde mit 336 Einwohnern (Stand: 1. Januar 2022) im Département Vienne in der Region Nouvelle-Aquitaine (vor 2016 Poitou-Charentes); sie gehört zum Arrondissement Châtellerault und zum Kanton Loudun. Die Einwohner werden Bassésiens genannt.

## Geographie
Basses liegt etwa 44 Kilometer nordwestlich von Châtellerault. An der östlichen Gemeindegrenze verläuft der Fluss Négron. Umgeben wird Basses von den Nachbargemeinden Vézières im Norden und Nordosten, Sammarçolles im Osten, Loudun im Süden und Westen sowie Bournand im Nordwesten.

## Bevölkerungsentwicklung
| Jahr                      | 1962 | 1968 | 1975 | 1982 | 1990 | 1999 | 2006 | 2013 |
| Einwohner                 | 256  | 253  | 214  | 284  | 364  | 371  | 353  | 341  |
| Quelle: Cassini und INSEE |      |      |      |      |      |      |      |      |

## Sehenswürdigkeiten
- Kirche Saint-Vincent
- Schloss Les Jedeaux